# Île le Boulanger
Île le Boulanger är en obebodd ö i Saint-Barthélemy (Frankrike). Den ligger nordväst om huvudön, 7 km norr om huvudstaden Gustavia.